# Еллі Кемпер
Елізабет Клер (Еллі) Кемпер (англ. Elizabeth Claire 'Ellie' Kemper; нар. 2 травня 1980) — американська акторка та письменниця, номінантка на премію «Еммі» 2016 та 2017 років. В телешоу NBC «Офіс» виконала роль секретарки Ерін Геннон протягом останніх п'яти сезонів. Після «Офісу» втілила Кіммі Шмідт у серіалі Netflix «Незламна Кіммі Шмідт», чим завоювала визнання критиків. Інші відомі ролі: в фільмах «Подружки нареченої» (2011) та «Мачо і ботан» (2012).

## Життєпис
Народилася в Канзас-Сіті, штат Міссурі, другою з чотирьох дітей Дороті «Дотті» Енн Джаннароне і Девіда Вудса Кемпера, в одній з найбагатших сімей у штаті. Еллі Кемпер — онука Мілдред Лейн Кемпер, тезки Музею мистецтв Мілдред Лейн Кемпер в Вашингтонському університеті в Сент-Луїсі, для якого сім'я пожертвувала 5 мільйонів доларів. Батько був головою і головним виконавчим директором Commerce Bancshares, банківської холдингової компанії, заснованої сім'єю Кемпер (прапрадідом Еллі по батьківській лінії був банкір Вільям Торнтон Кемпер-старший).
Має молодшого брата, телевізійного письменника Керрі Кемпера. Елізабет Кемпер має італійське (від діда по материнській лінії), англійське, французьке (Кемпер — бретонська назва міста Кемпер) і німецьке походження. Сім'я Кемпер сповідує римсько-католицьку віру.
Родина переїхала до Сент-Луїса, коли Кемпер було п'ять років. Вона вчилася в початковій школі Конуей в багатому передмісті Ладу, а потім в середній John Burroughs School, де проявила інтерес до театральної та імпровізаційної комедії. Під час навчання з'явилася в одному з театральних виступів з одним зі своїх вчителів, актором Джоном Геммом.
У 1999 році Кемпер дебютувала на балу Veiled Prophet Ball, де була названа Королевою Любові і Краси.
Закінчила Принстонський університет в 2002 році зі ступенем бакалавра мистецтв. У Принстоні грала в хокей на траві. Пізніше сказала, що сиділа на лавці запасних «приблизно 97 відсотків» часу. У перший рік команда вийшла в національний чемпіонат, але в наступні роки Кемпер покинула її, щоб зосередитися на театрі.
Пізніше вступила до Оксфордського університету, де вчилась у Вустерському коледжі, здобуваючи вищу освіту з англійської мови.
Кемпер — католичка. В 2012 році заручилась зі своїм другом Майклом Команом, колишнім сценаристом в Late Night with Conan O'Brien. Одружилася 7 липня 2012 року. Народила сина Джеймса в 2016 році.

## Кар'єра
Кемпер продовжувала цікавитися імпровізаційною комедією в Принстоні. Вона брала участь в Quipfire!, найстарішій імперській комедійній трупі, і в Princeton Triangle Club, гастрольній музичній театральній трупі. Також з'являлася в радіо для Dunkin 'Donuts.
Кемпер заслужила картку Гільдії кіноакторів США, займаючись комерційною рекламою однотижневого продажу наметів в Kmart. Вона регулярно з'являлася в комедійних скетчах в Late Night with Conan O'Brien в кінці 2000-х і виступала з гостями в шоу Important Things with Demetri Martin та E! Телебачення The Gastineau Girls, описаному як її «проривна роль». Вона з'явилася на Fuse TV The P.A. В жовтні 2008 року Кемпер з'явилась в The Colbert Report в PSA для Teen Voter Abstinence. Кемпер написала кілька скетчів для комедійних шоу за участю комедійного партнера Скотта Екерта, з яким познайомилась у Принстоні. Кемпер є авторкою статті для національної сатиричної газети The Onion і для McSweeney, і учасницею The Huffington Post.
Переїхавши в Нью-Йорк, Кемпер брала участь в Театрі народної імпровізації (Peoples Improv Theater) і міській трупі Upright Citizens Brigade. Вона з'явилася в кількох шоу для Upright Citizens Brigade, включно зі «Смерть і/або відчай», «Слухай, дитино», «Банда» та «Імпровізована таємниця». В UCB виступала з домашніми командами команди Mailer Daemon і fwand. У Народному імпровізованому театрі виступала з імпровізаційною командою Big Black Car. У серпні 2008 року прослуховувалась на комедійне шоу «Суботнього вечора в прямому ефірі» телекомпанії NBC, але не пройшла. У липні 2009 року журнал Variety включив Кемпер до списку «10 коміків, за якими варто спострігати».
Еллі Кемпер в Офіс
У 2007 році з'явилася в книзі How to Kick People, де поєднувалися комедія і літературні виступи. В березні 2008 написала і виступила в шоу Dumb Girls у Upright Citizens Brigade Theatre.
Виступала з власним шоу «Feeling Sad/Mad with Ellie Kemper» і в комедійних скетчах на вебсайті Funny or Die, створеному продюсерською компанією Вілла Феррелла, Адама Маккея і Гері Санчеса.
Кемпер стала відомою в Інтернеті в серпні 2007 року, знявшись у комедійному порновідео «Blowjob Girl» для гумористичного YouTube-каналу Derrick Comedy. Акторка прокоментувала це відео в квітні 2010 року для The A.V. Club: «Мені дійсно не подобається це відео, і мені шкода, що я його створила, хоча я знаю, що це жарт. Мені не подобається, що воно стало таким популярним, тому що я не думаю, що це смішно, і я не хочу, щоб це було втіленням моєї роботи. Це всього лиш одне відео в морі багатьох, але це змусило мене усвідомити, що я не хочу знову знімати домашні відео». Кемпер написала статтю в CollegeHumor під назвою «Regarding Our Decision Never to See Me Again». Кемпер також знялась у фейк рекламі iPhone в Late Night with Conan O'Brien у січні 2007 року, за шість місяців до виходу першого iPhone.

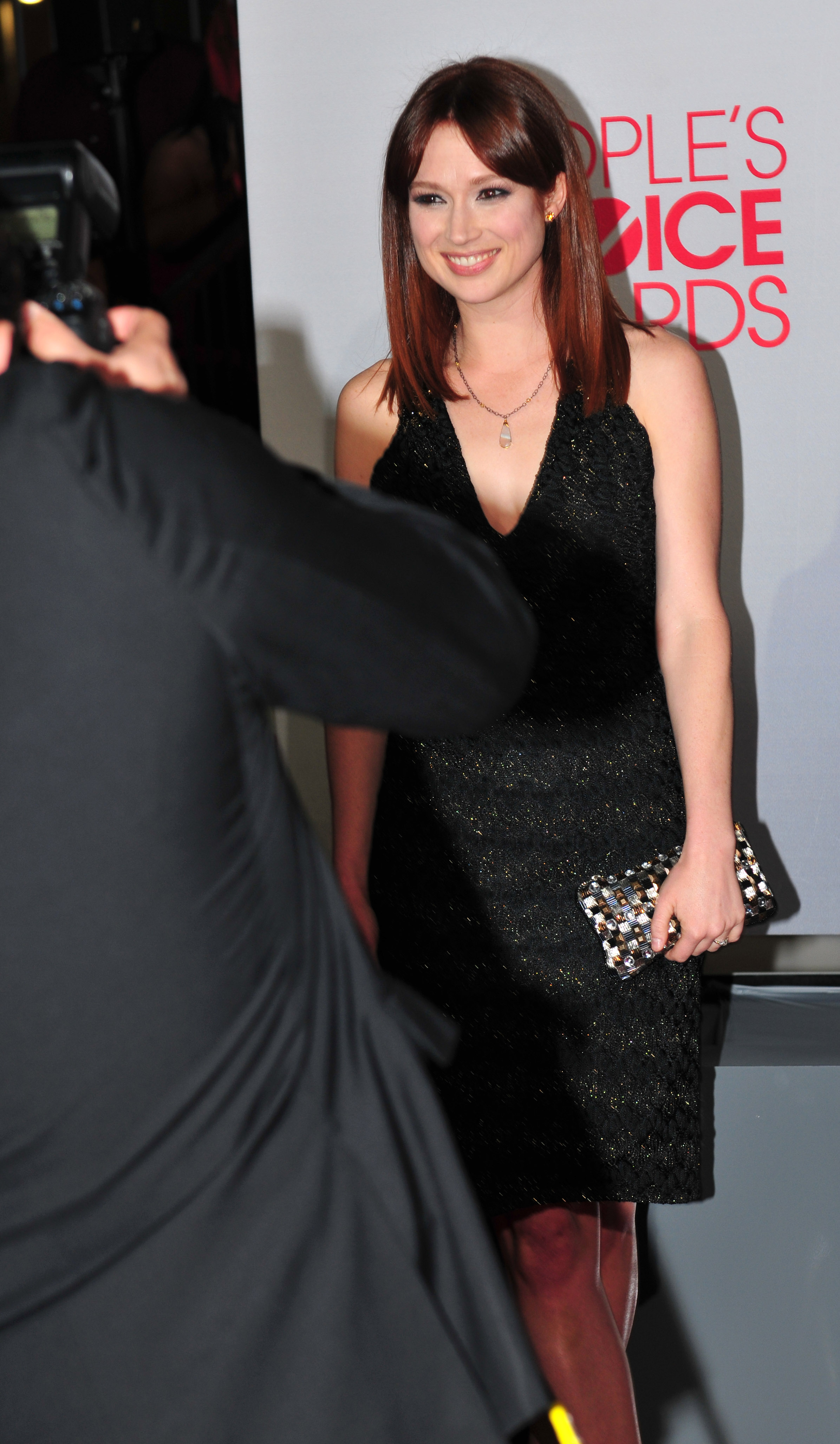
Кемпер на червоному килимі 38-ї People's Choice Awards, 11 січня 2012 р.

В 2009 році Кемпер проходила кастинг в комедійний серіал «Парки та зони відпочинку» телеканалу NBC. І хоча вона не отримала ролі, творці серіалу Майкл Шур і Грег Деніелс запросили Кемпер на зйомки їхнього іншого телесеріалу «Офіс». Кемпер виконала там невеличку роль у квітні 2009. Героїня, спочатку написана саркастичною і сухою, була змінена авторами на більш веселу та оптимістичну, ближчу до самої Кемпер. Акторка описала характер героїні як «перебільшену версію себе». Хоча її роль спочатку охоплювала тільки чотири епізоди, акторська гра Кемпер вразила сценаристів. Сценаристка серіалу Дженніфер Селотта описала Кемпер як «веселе доповнення» до шоу.
Кемпер отримала позитивні відгуки про роботу в «Офісі». Алан Сепінелл, телевізійний оглядач The Star-Ledger, відзначав «заразну радість і насолоду», які вона привнесла в шоу. Енді Шоу з TV Fodder писав, що Кемпер «додає трохи свіжості до акторського складу». Багато критиків виділили її гру як родзинку восьмого сезону шоу після відходу Стіва Карелла. У жовтні 2009 року Кемпер з'явилась в Subtle Sexuality, в складі трьох вебепізодів «Офісу», присвячених Ерін і Келлі Капур (Мінді Калінг), які прагнуть створити власний вокальний гурт.
У 2009 році Кемпер виконала другорядну роль у фільмі «Mystery Team». У 2010 епізодично знялась у комедійній драмі Софії Копполи «Десь». В 2011 році зіграла у романтичній комедії «Подружки нареченої». 3 квітня 2013 року було оголошено, що Кемпер озвучуватиме персонажа в епізоді анімованої комедії Американський тато.
Кемпер виконала головну роль у комедійному серіалі Netflix «Незламна Кіммі Шмідт», про колишню членкиню культу та викрадачку, яка хоче переїхати з маленького рідного міста в Нью-Йорк. Її робота на цьому шоу отримала широке визнання і була номінована на Премію Гільдії кіноакторів США за кращу жіночу роль у комедійному серіалі в 2015 році та премії Еммі в 2016 та 2017 роках за її інші роботи.

## Фільмографія
| Рік       |    | Українська назва             | Оригінальна назва                                                                          | Роль                                                                      |
| --------- | -- | ---------------------------- | ------------------------------------------------------------------------------------------ | ------------------------------------------------------------------------- |
| 2021      | ф  | Сам удома                    | Home Sweet Home Alone                                                                      | Пем Маккензі                                                              |
| 2020      | мс | Сімпсони                     | The Simpsons                                                                               | Мері (голос, 1 епізод)                                                    |
| 2020      | ф  | Дублерка                     | The Stand-In                                                                               | Дженна Джонс                                                              |
| 2020      | тф | Ми звичайні ведмеді: Фільм   | We Bare Bears: The Movie                                                                   | Люсі (голос)                                                              |
| 2020      | тф |                              | Unbreakable Kimmy Schmidt: Kimmy vs the Reverend                                           | Кіммі Шмідт                                                               |
| 2019      | с  | Ти не чудовисько             | You're Not a Monster                                                                       | Ельза Бреннер (3 епізоди)                                                 |
| 2019      | с  |                              | Good Morning America                                                                       | 1 епізод)                                                                 |
| 2019      | ф  | Секрети домашніх тварин 2    | The Secret Life of Pets 2                                                                  | Кеті, власниця Макса і Дюка (голос)                                       |
| 2019      | тф | спецвипуск                   | Live in Front of a Studio Audience: Norman Lear's 'All in the Family' and 'The Jeffersons' | Ґлорія                                                                    |
| 2019      | с  |                              | At Home with Amy Sedaris                                                                   | Еллі Кемпер (1 епізод)                                                    |
| 2015—2019 | с  | Незламна Кіммі Шмідт         | Unbreakable Kimmy Schmidt                                                                  | Кіммі Шмідт (головна роль, 51 епізод)                                     |
| 2013—2018 | мс | Софія Прекрасна              | Sofia the First                                                                            | Дракон Хрустик (голос, 10 епізодів)                                       |
| 2015—2018 | мс | Ми звичайні ведмеді          | We Bare Bears                                                                              | Люсі (голос, 4 епізоди)                                                   |
| 2015—2017 | с  | Конан                        | Conan                                                                                      | Рейчел (3 епізоди)                                                        |
| 2017      | мф | Смурфики: Загублене містечко | Smurfs: The Lost Village                                                                   | Смурфквітка (голос)                                                       |
| 2017      | с  | Зелена кімната Джулі         | Julie's Greenroom                                                                          | Еллі Кемпер (2 епізоди)                                                   |
| 2017      | мф | Lego Фільм: Бетмен           | The Lego Batman Movie                                                                      | Філліс (голос)                                                            |
| 2016      | мс | Король Джуліен               | All Hail King Julien                                                                       | Карен (голос, 1 епізод)                                                   |
| 2016      | мф | Секрети домашніх тварин      | The Secret Life of Pets                                                                    | Кеті (голос)                                                              |
| 2016      | мс | Тварини                      | Animals.                                                                                   | Принцеса (голос, 1 епізод)                                                |
| 2015      | с  |                              | Long Live the Royals                                                                       | Мудрія (1 епізод)                                                         |
| 2015      | с  | П'яна історія                | Drunk History                                                                              | Неллі Блай (1 епізод)                                                     |
| 2015      | с  |                              | The Flaming C                                                                              | Інтерн Рейчел (голос, 2 епізоди)                                          |
| 2014      | с  |                              | The Today Show                                                                             | Еллі Кемпер (1 епізод)                                                    |
| 2008—2015 | с  |                              | UCB Comedy Originals                                                                       | 7 епізоди                                                                 |
| 2014      | кф |                              | The Nobodies                                                                               | Джулі                                                                     |
| 2014      | ф  | Секс-відео                   | Sex Tape                                                                                   | Тесс                                                                      |
| 2014      | с  |                              | TripTank                                                                                   | Озвучення: гавайська танцівниця (1 епізод), безпритульна жінка (1 епізод) |
| 2014      | мс | Американський тато!          | American Dad!                                                                              | Дженна (голос, 1 епізод)                                                  |
| 2014      | с  |                              | Comedy Bang! Bang!                                                                         | Еллі Кемпер (1 епізод)                                                    |
| 2014      | ф  |                              | They Came Together                                                                         | Карен                                                                     |
| 2014      | с  | Шоу Елен Дедженерес          | The Ellen DeGeneres Show                                                                   | Еллі Кемпер (1 епізод)                                                    |
| 2014      | ф  |                              | Laggies                                                                                    | Еллісон                                                                   |
| 2013—2014 | с  |                              | Hollywood Game Night                                                                       | Еллі Кемпер (2 епізоди)                                                   |
| 2013      | кф | Бренда назавжди              | Brenda Forever                                                                             | Бренда Міллер                                                             |
| 2012—2013 | с  | Проєкт «Мінді»               | The Mindy Project                                                                          | Гезер (3 епізоди)                                                         |
| 2009—2013 | с  | Офіс (США)                   | The Office US                                                                              | Ерін Ганнон (102 епізоди)                                                 |
| 2013      | ф  | Піймай шахрайку, якщо зможеш | Identity Thief                                                                             | Фло, працівниця стоянки                                                   |
| 2012      | кф | Проблеми багатої дівчини     | Rich Girl Problems                                                                         | Лукреція                                                                  |
| 2012      | с  | Робоцип                      | Robot Chicken                                                                              | Пасажирка / Кендра (голоси, 1 епізод)                                     |
| 2012      | с  |                              | NTSF:SD:SUV                                                                                | Фіцпатрік (1 епізод)                                                      |
| 2012      | ф  | Мачо і ботан                 | 21 Jump Street                                                                             | Панна Ґріґґ                                                               |
| 2011      | кф |                              | Home for Actresses                                                                         | Еллі                                                                      |
| 2011      | с  |                              | Greg & Lou: The Series                                                                     | Кейт (2 епізоди)                                                          |
| 2011      | с  |                              | The Office: The Girl Next Door                                                             | Келлі Ерін Геннон (2 епізоди)                                             |
| 2011      | ф  | Подружки нареченої           | Bridesmaids                                                                                | Бекка                                                                     |
| 2011      | с  |                              | The Office: The Podcast                                                                    | Ерін Геннон (3 епізоди)                                                   |
| 2010      | с  |                              | The Office: The 3rd Floor                                                                  | Келлі Ерін Геннон (3 епізоди)                                             |
| 2010      | ф  | Десь                         | Somewhere                                                                                  | Клер                                                                      |
| 2010      | ф  | Зірковий ескорт              | Get Him to the Greek                                                                       | директорка                                                                |
| 2009—2010 | с  |                              | Important Things with Demetri Martin                                                       | Феліція (1 епізод) / Еллісон (1 епізод)                                   |
| 2010      | с  |                              | The Office: The Mentor                                                                     | Келлі Ерін Геннон (4 епізоди)                                             |
| 2009      | с  |                              | UCB TourCo                                                                                 |                                                                           |
| 2009      | с  |                              | The Office: Subtle Sexuality                                                               | Ерін Геннон (3 епізоди)                                                   |
| 2009      | с  |                              | Raaaaaaaandy!                                                                              |                                                                           |
| 2009      | кф |                              | Craigslist Missed Connection                                                               |                                                                           |
| 2009      | ф  | Кайман пішов                 | Cayman Went                                                                                | Дівчина в барі                                                            |
| 2009      | ф  | Таємнича команда             | Mystery Team                                                                               | Джеймі                                                                    |
| 2007—2008 | с  |                              | Mister Glasses                                                                             | Кітті (6 епізодів)                                                        |
| 2007      | кф |                              | Critical Hit!                                                                              | Лідерка бандитів                                                          |
| 2007      | кф |                              | Sell Outs                                                                                  |                                                                           |
| 2007      | кф |                              | Blind Date                                                                                 | Жінка на побаченні                                                        |
| 2007      | кф |                              | Blowjob Girl                                                                               |                                                                           |
| 2007      | кф |                              | Redeeming Rainbow                                                                          | Шеллі                                                                     |
| 2007      | кф |                              | We Are Internet Millionaires                                                               |                                                                           |
| 2007      | с  |                              | Late Night with Conan O'Brien                                                              | Ескиз першого iPhone (1 епізод)                                           |
| 2006      | с  |                              | Sexual Intercourse: American Style                                                         | Сінді (1/2 епізоди)                                                       |
| 1999      | мс |                              | Neutrino                                                                                   | Різні персонажі (голоси)                                                  |

## Нагороди та номінації
Станом на  22.10.2020:
| Рік  | Нагороди                 | Організації                               | Номінації                                                         | Фільм / серіал         | Примітки                            | Результати |
| ---- | ------------------------ | ----------------------------------------- | ----------------------------------------------------------------- | ---------------------- | ----------------------------------- | ---------- |
| 2019 | Satellite Award          | Satellite Awards                          | Best Actress in a Series, Comedy or Musical                       | «Незламна Кіммі Шмідт» |                                     | Номінація  |
| 2018 | Critics Choice Award     | Broadcast Film Critics Association Awards | Best Actress in a Comedy Series                                   | «Незламна Кіммі Шмідт» |                                     | Номінація  |
| 2018 | Satellite Award          | Satellite Awards                          | Best Actress in a Series, Comedy or Musical                       | «Незламна Кіммі Шмідт» |                                     | Номінація  |
| 2017 | Primetime Emmy           | Primetime Emmy Awards                     | Outstanding Lead Actress in a Comedy Series                       | «Незламна Кіммі Шмідт» | За роль Кіммі Шмідт                 | Номінація  |
| 2017 | Gold Derby TV Award      | Gold Derby Awards                         | Comedy Lead Actress                                               | «Незламна Кіммі Шмідт» |                                     | Номінація  |
| 2017 | OFTA Television Award    | Online Film & Television Association      | Best Actress in a Comedy Series                                   | «Незламна Кіммі Шмідт» |                                     | Номінація  |
| 2017 | Satellite Award          | Satellite Awards                          | Best Actress in a Series, Comedy or Musical                       | «Незламна Кіммі Шмідт» |                                     | Номінація  |
| 2017 | Actor                    | Screen Actors Guild Awards                | Outstanding Performance by a Female Actor in a Comedy Series      | «Незламна Кіммі Шмідт» |                                     | Номінація  |
| 2016 | Primetime Emmy           | Primetime Emmy Awards                     | Outstanding Lead Actress in a Comedy Series                       | «Незламна Кіммі Шмідт» | За роль Кіммі Шмідт                 | Номінація  |
| 2016 | Critics' Choice TV Award | Critics Choice Television Awards          | Best Actress in a Comedy Series                                   | «Незламна Кіммі Шмідт» |                                     | Номінація  |
| 2016 | Gold Derby TV Award      | Gold Derby Awards                         | Comedy Lead Actress                                               | «Незламна Кіммі Шмідт» |                                     | Номінація  |
| 2016 | Gracie                   | Gracie Allen Awards                       | Outstanding Female Actor in a Leading Role in a Comedy or Musical | «Незламна Кіммі Шмідт» |                                     | Перемога   |
| 2016 | OFTA Television Award    | Online Film & Television Association      | Best Actress in a Comedy Series                                   | «Незламна Кіммі Шмідт» |                                     | Номінація  |
| 2016 | Actor                    | Screen Actors Guild Awards                | Outstanding Performance by a Female Actor in a Comedy Series      | «Незламна Кіммі Шмідт» |                                     | Номінація  |
| 2015 | Gold Derby TV Award      | Gold Derby Awards                         | Breakthrough Performer of the Year                                |                        |                                     | Номінація  |
| 2015 | Gold Derby TV Award      | Gold Derby Awards                         | Comedy Lead Actress                                               | «Незламна Кіммі Шмідт» |                                     | Номінація  |
| 2015 | Webby Award              | The Webby Awards                          | Best Actress                                                      |                        |                                     | Перемога   |
| 2013 | Actor                    | Screen Actors Guild Awards                | Outstanding Performance by an Ensemble in a Comedy Series         | «Офіс»                 | Разом з іншими акторками й акторами | Номінація  |
| 2012 | COFCA Award              | Central Ohio Film Critics Association     | Best Ensemble                                                     | «Подружки нареченої»   | Разом з іншими акторками і акторами | Номінація  |
| 2012 | Gold Derby Award         | Gold Derby Awards                         | Ensemble Cast                                                     | «Подружки нареченої»   | Разом з іншими акторками й акторами | Номінація  |
| 2012 | MTV Movie Award          | MTV Movie + TV Awards                     | Best Gut-Wrenching Performance                                    | «Подружки нареченої»   | Разом з іншими акторками й акторами | Перемога   |
| 2012 | Actor                    | Screen Actors Guild Awards                | Outstanding Performance by a Cast in a Motion Picture             | «Подружки нареченої»   | Разом з іншими акторками й акторами | Номінація  |
| 2012 | Actor                    | Screen Actors Guild Awards                | Outstanding Performance by an Ensemble in a Comedy Series         | «Офіс»                 | Разом з іншими акторками й акторами | Номінація  |
| 2011 | PFCS Award               | Phoenix Film Critics Society Awards       | Best Ensemble Acting                                              | «Подружки нареченої»   | Разом з іншими акторками й акторами | Номінація  |
| 2011 | Actor                    | Screen Actors Guild Awards                | Outstanding Performance by an Ensemble in a Comedy Series         | «Офіс»                 | Разом з іншими акторками й акторами | Номінація  |
| 2010 | Golden Nymph             | Monte-Carlo TV Festival                   | Outstanding Actress — Comedy Series                               | «Офіс»                 |                                     | Номінація  |
| 2010 | Actor                    | Screen Actors Guild Awards                | Outstanding Performance by an Ensemble in a Comedy Series         | «Офіс»                 | Разом з іншими акторками й акторами | Номінація  |